# Microrregión de Paranatinga
La microrregión de Paranatinga es una de las microrregiones del estado brasilero de Mato Grosso perteneciente a la mesorregión Norte Mato-Grossense. Su población fue estimada en 2006 por el IBGE en 29.020 habitantes y está dividida en cuatro municipios. Posee un área total de 46.796,460 km².

## Municipios
- Gaúcha do Norte
- Nova Brasilândia
- Paranatinga
- Planalto da Serra

- Datos: Q2596769